# 스테이 클로즈
《스테이 클로즈》(영어: Stay Close)는 영국의 미스터리 드라마 미니시리즈이다. 할런 코번이 2012년에 펴낸 동명 소설이 원작이다. 2021년 12월 31일 넷플릭스에서 전체 8편을 공개하였다.

## 개요
스튜어트 그린이 흔적도 없이 사라진 뒤 스튜어트의 아내는 여전히 그가 돌아오길 기다리고 있다. 스튜어트가 증발한 지 정확히 17년이 되던 날 다른 남성 칼턴 플린이 실종되면서 옛 사건이 다시 수면 위로 떠오른다.

## 출연
- 쿠시 점보 - 메건 피어스 / 캐시 "캐스" 모리스 역: 신분 세탁한 전직 스트리퍼. 데이브의 약혼자이자 세 자녀의 엄마.
- 제임스 네즈빗 - 마이클 브룸 형사 역: 과거 미제 사건 때문에 괴로워하는 경사.
- 리처드 아미티지 - 레이 러빈 역: 전 기록사진 작가 현 파파라치.
- 대니얼 프랜시스 - 데이브 쇼 역: 메건의 약혼자.
- 에디 이자드 - 해리 서턴 역: 변호사.
- 로드 헌트 - 스튜어트 그린 역
- 벌린다 스튜어트윌슨 - 세라 그린 역
- 코너 캘런드 - 칼턴 플린 역